# عبد الرحمن المسعودي
عبد الرحمن إبراهيم المسعودي (مواليد 29 يونيو 1998) هو لاعب كرة قدم سعودي يلعب في النادي العربي.

## مسيرة اللاعب
لعب في النادي العربي ونادي الهلالية ونادي المزاحمية ونادي العروبة.